# There It Is (canção de James Brown)
"There It Is" é uma canção funk de James Brown. Foi arranjada por Dave Matthews. Lançada como single de duas partes em 1972, alcançou o número 4 da parada R&B e número 43 da parada Pop. Ambas as partes da canção aparecem no álbum de There Is It.
Uma versão ao vivo de "There It Is" foi incluída na compilação de 1988 Motherlode.